# Gilbert Holmström

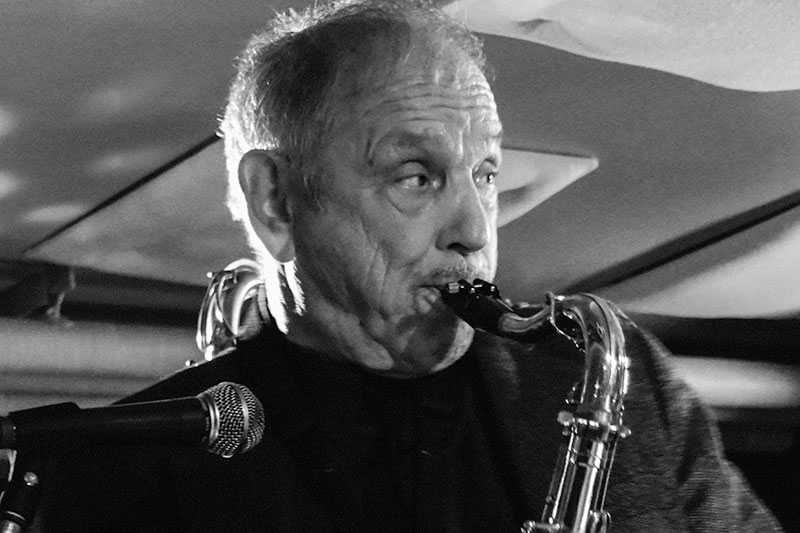
Gilbert Holmström

Gilbert Holmström, född 1937 i Göteborg, är en svensk jazzsaxofonist och kompositör.  Han påbörjade 1956 sin utbildning till tandläkare i Malmö. Samtidigt studerade han altsaxofon för Erik Lövgren vid Malmö musikkonservatorium samtidigt som en annan musiker; Helge Albin, nu ledare för Tolvan Big Band.
1958 spelade Holmström i Lasse Lindströms sextett, och återvände till Göteborg 1961 där han började spela i en kvintett med tenoristen Thomas Fehling. Under de följande åren övergick han till att spela tenorsaxofon och 1964 bildade han sin egen kvintett, som var starkt påverkad av "free-form"-musiker som  Albert Ayler, Ornette Coleman och Archie Shepp. Han skivdebuterade 1965 med Utan misstankar.
Som Sveriges representant vid jazzfestivalen i Montreaux 16-18 juni 1967, vann man andra pris i EBU:s internationella orkestertävling.
1972 ändrade kvintetten namn till Mount Everest som kom att fokusera på fusionen mellan jazz och rock. 1975 blev Mount Everest en trio som koncentrerade sig åter igen på en expressiv akustisk "free-form"-jazz.
1979 tog musiken återigen en fusionsinriktning och 1980 efter ett byte av trummis fick musiken mer en latin-inriktning. Denna inriktning förstärktes ytterligare genom att conga-spelaren Arturo Trujillo anslöt sig till gruppen.
Holmström spelade samtidigt tillsammans med sin bror Chris i en kvintett som kombinerade de harmoniska finesserna inom bebop-jazzen med ett inslag av funk-rytmer.

## Diskografi
- 1967 Gilbert Holmström Quartet -  Live in Sweden, Gilmont, GM CD 9605
- 1975 Mount Everest - Waves From Albert Ayler, UM 75-3 (återutgiven som CD 2000)
- 1979 Mount Everest - Jazz i Sverige 79,  Caprice CAP1177
- 1981 Mount Everest - Latin Doll, Four Leaf Clover FLC 5056
- 1983 Mount Everest - Latin Blue, Four Leaf Clover FLC 5066
- 1980 Chris Holmström &Gilbert Holmström - Garden Talk, Dragon Records, Vinyl, LP, DRLP 23
- 1983 Isobop - Isobop, Coop (2) Vinyl, LP COOP LP 8306
- 1998 Gilbert Holmström Quartet - Love letters,  Gilmont,
- 2006 Gilbert Holmström, A Celebration of 50 years in jazz, Anagram CD15
- 2007 Mandelbrot Set, Eld Records ER15
- 2010 Utan misstankar 1965, Moserobie, CD
- 2015 Utan misstankar 1965, Moserobie, Vinyl LP
- 2015 Holmström & Jardemark Quartet - Blue Age, Guitarland Records
- 2013 Gilbert Holmström New Quintet - Tiden är kort, Moserobie, CD
- 2018 Konfrontation, Moserobie (Limited Edition - 300 ex, Vinyl, LP)[4]

## Priser och utmärkelser
- 2019 Lifetime Achievement